# 용현 엑슬루 타워
용현 엑슬루 타워(영어: Yonghyeon Exllu Tower)는 대한민국 인천광역시 미추홀구 용현동에 위치한 초고층 아파트 단지이다. 최고 55층 및 5개동으로 구성되어 있다. 101동부터 104동은 아파트 시설이고 105동은 오피스텔 시설이다.

## 역사
청약을 받은 건 2007년이고 같은 해 7월에 87% 계약이 완료되었다. 이후 계약이 100% 완료되었고 2008년 2월 29일에 견본주택이 오픈하였다. 같은 해 분양하였다. 이후 착공 당시 공사가 진행중이었고 2009년 9월에는 특별분양이 시작되었다. 이후 2011년 9월에 완공 후 개장 당시 입주가 시작되었다.

## 구성
| 동 명칭 | 층수 | 높이 |
| ------- | ---- | ---- |
| 101동   | 30층 | 146m |
| 102동   | 45층 | 173m |
| 103동   | 51층 | 192m |
| 104동   | 42층 | 158m |
| 105동   | 37층 | 130m |

## 높이
현재 미추홀구에서 가장 높은 아파트다. 103동 최고 층수는 55층이고 최고 높이는 192m이다. 층수와 높이는 청라 엑슬루 타워(102동, 103동 55층, 190m)와 다르지만 층수는 용현동에 위치한 아파트보다 높고 높이는 다른 아파트보다 높다.

## 특징
총 5개동인 아파트 4동과 오피스텔 1동이 있다. 101동부터 104동까지는 아파트고 105동은 오피스텔이다. 난방방식은 지역난방, 열병합이다. 2007년에 착공하여 2010년에 완공한 인천광역시 미추홀구의 아파트 학익 엑슬루 타워(최고 52층, 173m)는 교육, 교통, 편의시설 등 주거 인프라가 우수하다.

## 내부 시설

### 101동
| 층수                | 시설       |
| ------------------- | ---------- |
| 3층 ~ 30층          | 아파트     |
| 2층                 | 아파트 등  |
| 1층                 | 로비       |
| 지하 3층 ~ 지하 1층 | 지하주차장 |

### 102동
| 층수                | 시설       |
| ------------------- | ---------- |
| 3층 ~ 45층          | 아파트     |
| 1층                 | 로비       |
| 지하 3층 ~ 지하 1층 | 지하주차장 |

### 103동
| 층수                | 시설       |
| ------------------- | ---------- |
| 4층 ~ 51층          | 아파트     |
| 2층 ~ 3층           | 아파트 등  |
| 1층                 | 로비       |
| 지하 3층 ~ 지하 1층 | 지하주차장 |

### 104동
| 층수                | 시설        |
| ------------------- | ----------- |
| 3층 ~ 42층          | 아파트      |
| 2층                 | 상업시설 등 |
| 1층                 | 로비        |
| 지하 3층 ~ 지하 1층 | 지하주차장  |

### 105동
| 층수                | 시설        |
| ------------------- | ----------- |
| 3층 ~ 37층          | 오피스텔    |
| 2층                 | 상업시설 등 |
| 1층                 | 로비        |
| 지하 3층 ~ 지하 1층 | 지하주차장  |

## 같이 보기
- 대한민국의 마천루 목록
- 인천광역시의 마천루 목록